# Cerylon infimum
Cerylon infimum là một loài bọ cánh cứng trong họ Cerylonidae. Loài này được Grouvelle miêu tả khoa học năm 1892.